# Кокула
Кокула (исп. Cocula) — посёлок и административный центр одноимённого муниципалитета в мексиканском штате Герреро. Численность населения, по данным переписи 2010 года, составила 4 310 человек.

## Общие сведения
Название Cocula с языка науатль можно перевести как место раздора.